# Districte de Saarlouis
El Districte de Saarlouis és un districte ("Landkreis" en alemany) de Saarland (Alemanya). El cap del districte és la ciutat de Saarlouis.

## Història
La major part del districte formava part del Ducat de Lorena, inclosa la ciutat de Saarlouis, construïda per protegir la frontera. Després de les guerres napoleòniques, el territori passa a Prússia, que va crear el districte el 1816, adjunt a la província del Rin. De 1936 a 1945, el districte va passar a denominar-se Saarlautern pel govern nazi, que s'esforça per germanitzar els noms d'origen francès.

## Ciutats i municipis

Ciutats i municipis del districte de Saarlouis

(Nombre d'habitants el 2015)
| Ciutats 1. Dillingen (20.311) 2. Lebach (19.156) 3. Saarlouis (34.768) | Municipis 1. Bous (7.038) 2. Ensdorf (6.508) 3. Nalbach (9.209) 4. Rehlingen-Siersburg (14.483) 5. Saarwellingen (13.330) 6. Schmelz (16.389) 7. Schwalbach (17.323) 8. Überherrn (11.500) 9. Wadgassen (17.528) 10. Wallerfangen (9.466)) |